# Prothoe decolorata
Prothoe decolorata är en fjärilsart som beskrevs av Hans Fruhstorfer 1906. Prothoe decolorata ingår i släktet Prothoe och familjen praktfjärilar. Inga underarter finns listade i Catalogue of Life.